# Pałac w Przydrożu Małym
Pałac w Przydrożu Małym (niem. Schloss Klein Schnellendorf) –  pałac z XVIII w. we wsi Przydroże Małe, wpisany do rejestru zabytków nieruchomych województwa opolskiego.
Zabytkowy pałac wybudowany około 1730 w stylu barokowym na rzucie prostokąta. Nad drzwiami wejściowymi znajduje się  kartusze z herbem von Auersperg. Nad kominkiem w sali balowej wisiały kartusze z herbami właścicieli pałacu von: Starhemberg-Hoditz i Seeau. Do obecnych czasów zachował się rysunek  Ottona Blomeyera z 1925 z ich przedstawieniem. W innej sali znajdował się kominek z herbem von Auersperg, właścicieli w latach 1818-1854.
Obiekt jest częścią  zespołu pałacowego z  XVIII-XIX w., w skład którego wchodzą jeszcze:
- park[7]
- ogrodzenie z basztą.

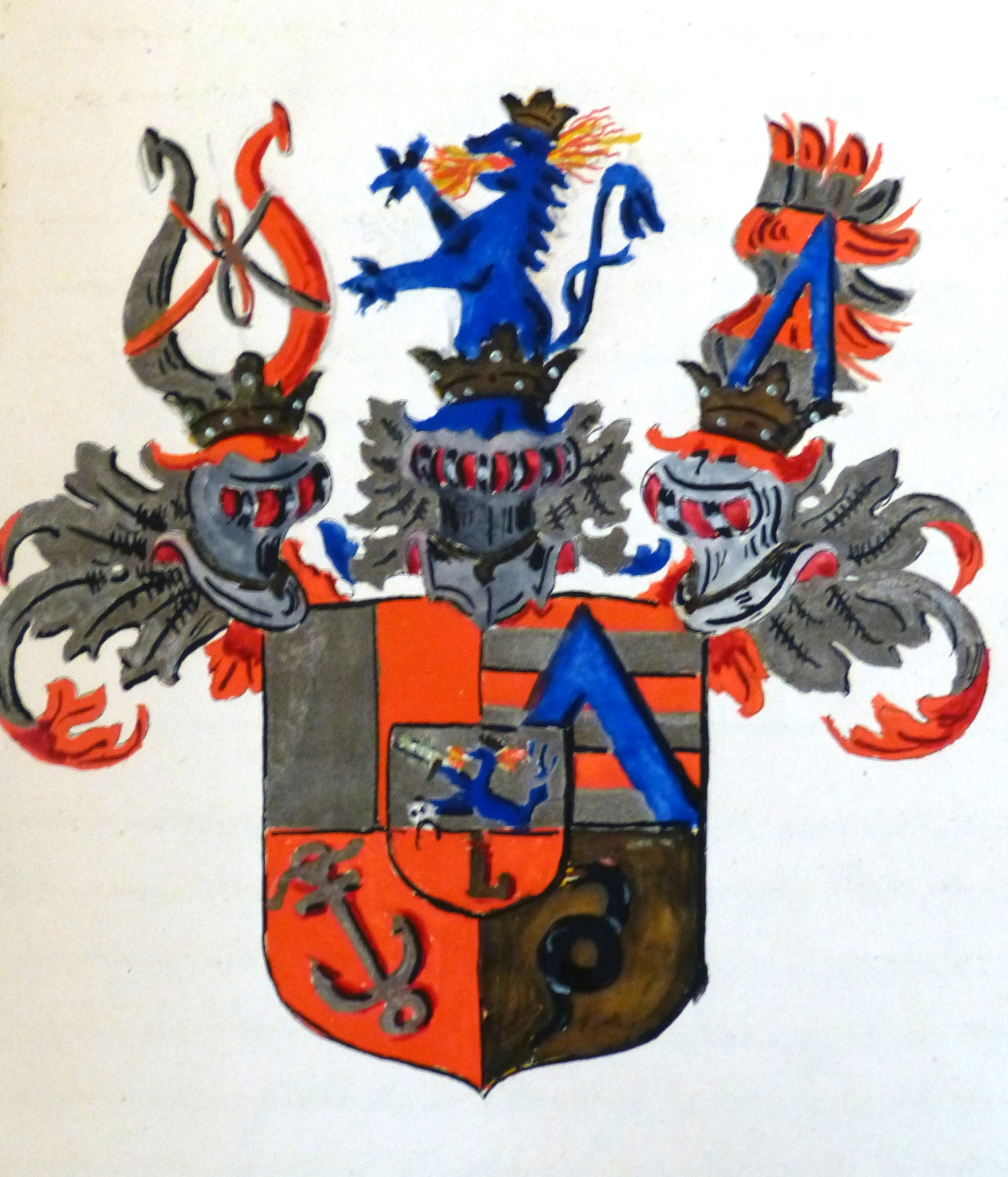
Herb von Starhemberg
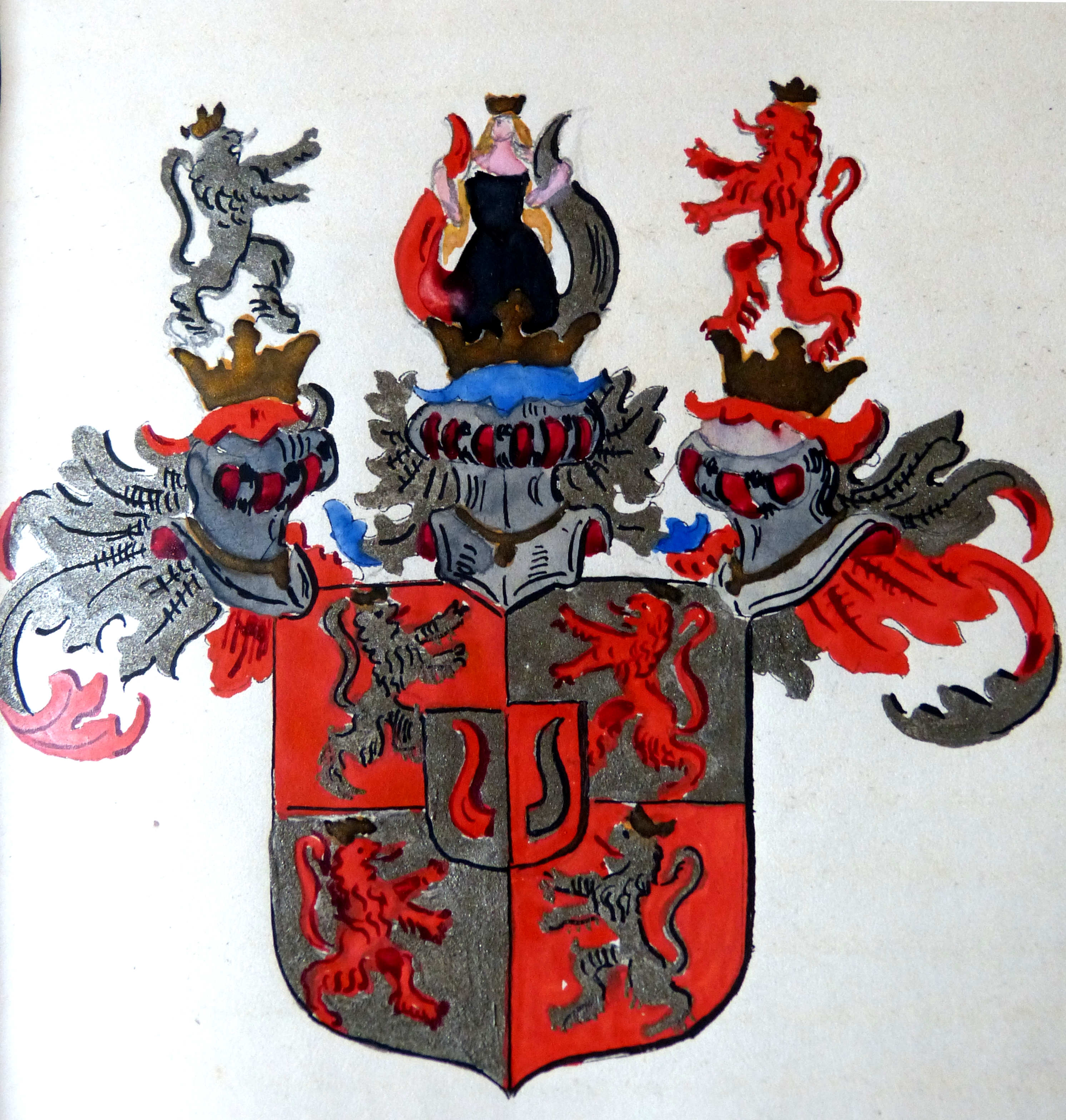
Herb von Hoditz
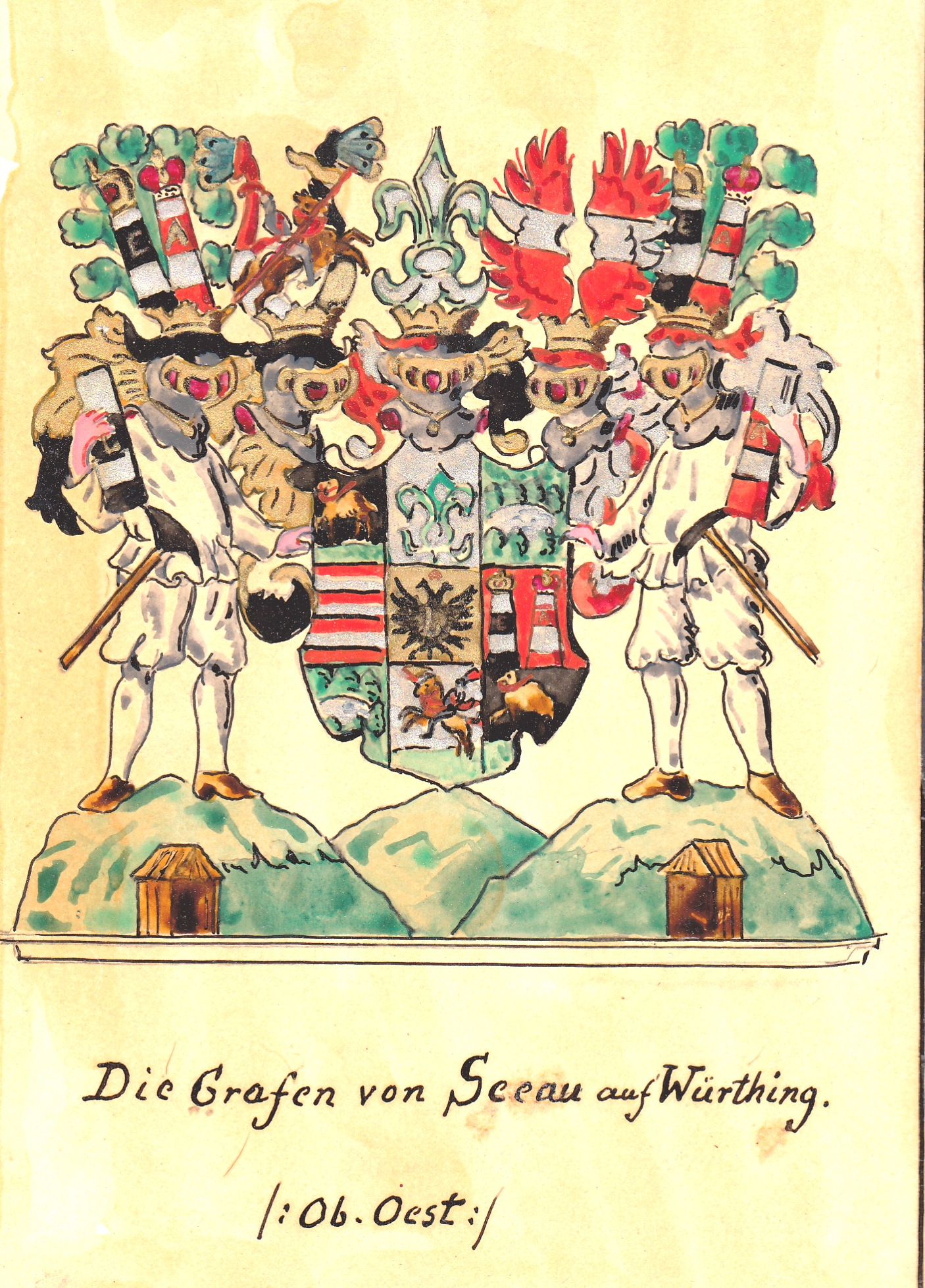
Herb von Seeau
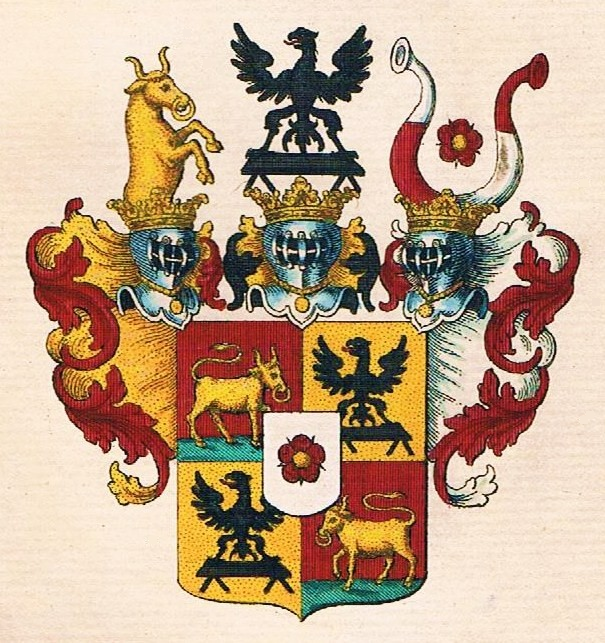
Herb von Auersperg